# Херсонський обласний ліцей
Херсонський обласний ліцей, або Херсонський науковий ліцей Херсонської обласної ради, створено у 1992 році за розпорядженням представника Президента України в Херсонський області для навчання здібних та обдарованих учнів сільської місцевості.
Розташований за адресою: м. Херсон, вул. Полтавська, 89. Розташування ліцею оптимальне для учнів, які проживають і в місті, і за його межами. Поблизу — зручна транспортна розв'язка.

## Навчання
У ліцеї функціонують чотири 8-х класи підготовки до профільного навчання та 15 класів старшої школи за профілями навчання:
- фізико-математичним
- хіміко-біологічним
- історико-філологічним
- іноземної філології
- інформаційних технологій
- економічним

Ліцей вирізняється змістом і формами організації навчання, переліком предметів варіативної складової навчального плану, авторських спецкурсів, факультативів та гуртків. Крім цього, ліцеїстам надаються додаткові освітні послуги з курсів за вибором учнів (за батьківські кошти).
З 2002 року у структурі ліцею функціонує Центр дистанційного навчання для учнів сільської місцевості, в межах якого вони отримують якісну освіту поза межами державних стандартів.
У 2000 році в ліцеї започатковано Всеукраїнську учнівську науково-дослідну екологічну експедицію «Дніпро XXI століття», яка проводиться дотепер.
З 2001 року ліцей є експериментальним майданчиком Інституту педагогіки Національної академії педагогічних наук України.
Ліцей — лауреат Всеукраїнського конкурсу «Сто найкращих шкіл України — 2006» у номінації «Школа педагогічного пошуку».
За вагомий внесок у справу творення позитивного іміджу незалежної України у 2006 році ліцей нагороджений дипломом Учасника іміджевого альманаху «Ділова Україна. Шляхи до успіху та визнання».
У 2008 році ліцей виборов перемогу в громадській акції «Флагман сучасної освіти України».
У 2012 році за вагомий внесок у розвиток освіти і науки України ліцей нагороджено відзнакою Загальнонаціонального проекту «Флагман освіти і науки України»